# Euphronius

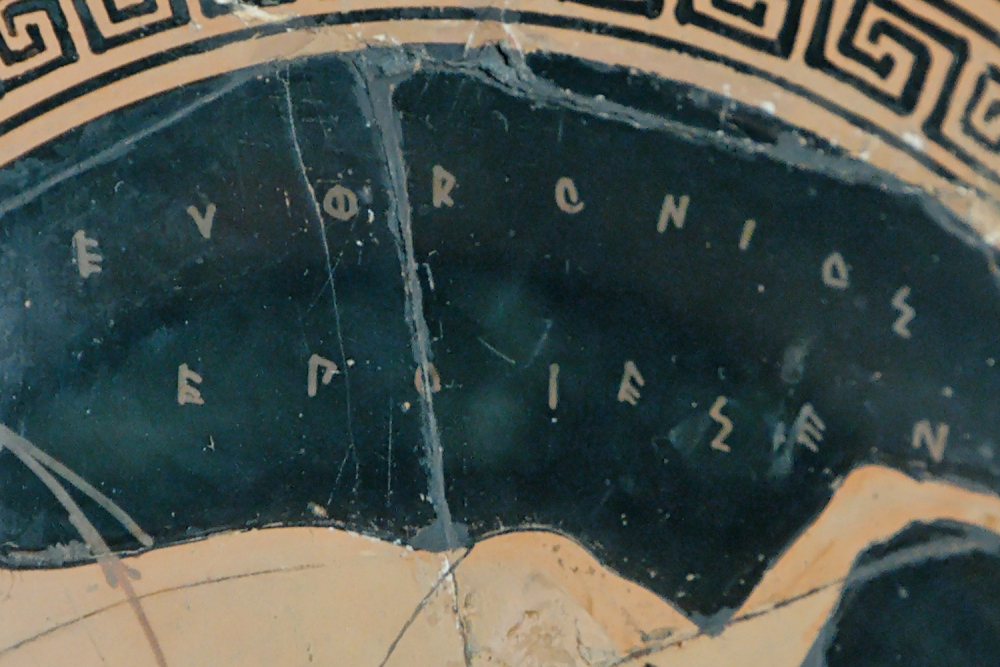
Signatuur van Euphronius op een vaas

Euphronius (Oudgrieks: Εὐφρόνιος / Euphronios) was een Griekse pottenbakker en schilder van Attische vazen op het eind van de 6e en in het begin van de 5e eeuw v.Chr.
Nadat hij zelf een groot aantal roodfigurige vazen van voortreffelijke makelij beschilderd had, schijnt hij de leiding van een eigen werkplaats en verschillende goede schilders in zijn dienst gehad te hebben, onder wie de opmerkelijkste de zogenaamde Schilder van Panaitios is.
Euthymides was blijkbaar een concurrent. Een van zijn gesigneerde vazen draagt namelijk het opschrift: "Nooit heeft Euphronius er zo een gemaakt!".
- Biblioteca Nacional de España: XX919723
- Bibliothèque nationale de France: cb122556925 (data)
- Gemeinsame Normdatei: 118531387
- International Standard Name Identifier: 0000 0003 7154 7575
- Library of Congress Control Number: no91001652
- Nationale Bibliotheek van Tsjechië: jo20211114962
- Nationale Bibliotheek van Israël: 987008729730105171
- Nederlandse Thesaurus van Auteursnamen: 073374733
- RKD-Nederlands Instituut voor Kunstgeschiedenis: 273427
- LIBRIS: 185862
- Système universitaire de documentation: 031318940
- Union List of Artist Names: 500116286
- Virtual International Authority File: 197340086
- WorldCat: E39PBJjCThWmGx4pyFGrYd8Qv3